# Deva Vallis
La Deva Vallis è una struttura geologica della superficie di Marte.